# Cinéma vérité
Cinema vérité (UK /ˌsɪnᵻmə ˈvɛrᵻteɪ/, /EUAʔ ˌvɛrᵻˈteɪ/ ,francês: [sinema veʁite] lit.. cinema da verdade) é um estilo de documentário desenvolvido por Edgar Morin e Jean Rouch, inspirado pela teoria de Dziga Vertov  sobre Kino-Pravda. Ele combina improvisação com o uso da câmera para revelar a verdade ou destacar sujeitos escondidos por trás da realidade.
Às vezes é chamado de cinema observacional, se entendido como puro cinema direto: principalmente sem a voz narrativa de um locutor. Existem diferenças sutis, mas importantes, entre termos que expressam conceitos semelhantes. O cinema direto se preocupa principalmente com a gravação de eventos em que o sujeito e o público não percebem a presença da câmera: operando dentro do que Bill Nichols, um historiador e teórico americano do documentário, chama de "modo observacional", uma mosca na parede.  Muitos, portanto, veem um paradoxo em chamar a atenção para a presença da câmera e, simultaneamente, interferir na realidade que ela registra ao tentar descobrir uma verdade cinematográfica.

## História
O Cinéma vérité pode envolver encenações estilizadas e interação entre o cineasta e o sujeito, podendo chegar até a provocação. Alguns argumentam que a presença óbvia do cineasta e da câmera era vista pela maioria dos realizadores do cinéma vérité como a melhor maneira de revelar a verdade. A câmera é sempre reconhecida, pois realiza o ato de filmar objetos, pessoas e eventos reais de forma confrontante. A intenção do cineasta era representar a verdade da forma mais objetiva possível, livrando o espectador de enganações em como esses aspectos da vida lhes eram anteriormente apresentados.  Dessa perspectiva, o cineasta deve ser o catalisador de uma situação. Poucos concordam sobre os significados desses termos, mesmo os cineastas cujos filmes estão sendo descritos.
Pierre Perrault, por exemplo, arma situações e depois as filma, como em "Pour la suite du monde" (1963), onde pediu a idosos que pescassem baleias. O resultado não é um documentário sobre caça às baleias, mas sim sobre memória e linhagem. Nesse sentido, o cinéma vérité se preocupa com o cinema antropológico e com as implicações sociais e políticas do que é capturado em filme.  Como um cineasta filma um filme, o que está sendo filmado, o que fazer com o que foi filmado e como esse filme será apresentado ao público, tudo isso era muito importante para os cineastas da época.
Em todos os casos, a análise ética e estética da forma documental (veja docuficção) das décadas de 1950 e 1960 precisa estar ligada a um olhar crítico para a análise da propaganda do pós-guerra.  Este tipo de cinema se preocupa com noções de verdade e realidade no filme.  Documentários feministas da década de 1970 frequentemente usavam técnicas do cinema vérité.  Esse tipo de "realismo" foi criticado por sua construção pseudonatural enganosa da realidade.
O termo foi cunhado por Edgar Morin na época de filmes essenciais como "Primary" de 1960 e sua própria colaboração de 1961 com Jean Rouch, "Crônica de um Verão".

## Cineastas associados ao estilo

### Pioneiros
- Robert Drew[14][15][16]
- Haskell Wexler[17]
- Richard Leacock[14][15][18][19]
- D. A. Pennebaker[14][15][20][21][18][19][16]
- Jean Rouch[14][20]

### Outros[15][21][19]
- William Greaves[16]
- Jim McBride[16]
- Lindsay Anderson[14]
- Tony Richardson[14]
- Karel Reisz[14]
- Agnes Varda[18][16][16]
- Shirley Clarke[14][20][19]
- Chris Marker[14]
- Jean-Luc Godard[22][19]
- Vittorio De Seta[18]
- The Maysles Brothers (Albert and David Maysles)[14][15][23][21][18][19][16]
- Frederick Wiseman[14][15]
- John Cassavetes[24][25]
- Barbara Kopple[26][20][21]
- Les Blank[20][18]
- Peter Watkins[27]
- Matthew Heineman[28]

## Filmes selecionados do cinema vérité
- Daybreak Express (1953)[21][18]
- Sea Countrymen (1955)[21][18]
- Primary (1960)[12][29][30][31][28][20][21][32]
- Chronicle of a Summer (1961)[13][31][15][20][16]
- Crisis: Behind a Presidential Commitment (1963)[15][20][21][16]
- Happy Mother's Day (1964)[33][31][21][18]
- A Time For Burning (1966)[16]
- Dont Look Back (1967)[34][30][31][28][20][16]
- Portrait of Jason (1967)[14][30][20][19]
- Titicut Follies (1967)[14][31][16]
- Uncle Yanco (1967)[21][18]
- The Blues Accordin' to Lightnin' Hopkins (1968)[18][21]
- High School (1968)[35][19]
- Monterey Pop (1968)[30][20][16]
- Symbiopsychotaxiplasm: Take One (1968)[16]
- Law and Order (1969)[16]
- Salesman (1969)[14][30][15][20][21][19]
- Gimme Shelter (1970)[14][30][15][20]
- Hospital (1970)[16]
- I Am Somebody (1970)[16]
- Woodstock (1970)[30][21]
- Christo's Valley Curtain (1973)[21][18]
- Italianamerican (1974)[21][18]
- The Plaint of Steve Kreines as recorded by his younger brother Jeff (1974)[36]
- A Poem Is a Naked Person (1974)[30][20][21]
- Grey Gardens (1975)[14][30][31][15][20][21]
- Harlan County U.S.A. (1976)[30][21]
- Always for Pleasure (1978)[30][20][21]
- Werner Herzog Eats His Shoe (1980)[18][21]
- The Decline of Western Civilization (1981)[37] and the sequel The Metal Years (1988)[38]
- The Atomic Cafe (1982)[39][40][41][42]
- Burden of Dreams (1982)[30][20][21]
- Say Amen, Somebody (1982)[43]
- Streetwise (1984)[44]
- Sherman's March  (1986)[45]
- Crack USA: County Under Siege (1989)[46]
- Paris Is Burning (1990)[47][48]
- American Dream (1991)[30][21]
- The War Room (1993)[14][30][20][21]
- Hoop Dreams (1994)[49]
- Tarnation (2003)[50]
- Control Room (2004)[51]
- Murderball (2005)[28]
- Dick Johnson Is Dead (2020)[52]
- Cow (2021)[53]
- When We Were Bullies (2021)[31]
- Jeen-Yuhs (2022)[54]

### Filmes ficcionais no estilo cinéma vérité
O seguinte são filmes ficcionais ou semi-ficcionais que utilizam técnicas do cinema vérité:
- Cléo from 5 to 7 (1962)[19][16]
- David Holzman's Diary (1967)[16]
- Faces (1968)[55][19][16]
- Medium Cool (1969)[17][21][16]
- Multiple Maniacs (1970)[56]
- Wanda (1970)[57]
- Bush Mama (1979)[58]
- Henry: Portrait of a Serial Killer (1986)[59][60]
- Bad Movie (1997)[61]
- Slam (1998)[62]
- Take Out (2004)[63]
- Daddy Longlegs (2009)[64]
- Certified Copy (2010)[65]
- Tangerine (2015)[66]
- American Honey (2016)[67]
- The Florida Project (2017)[68][69]

## Legado
Muitos diretores de cinema dos anos 60 em diante adotaram o uso de câmeras portáteis e outros aspectos do cinéma vérité para seus filmes de ficção com roteiro - fazendo com que os atores improvisassem para obter uma qualidade mais espontânea em seus diálogos e ações. Exemplos influentes incluem o diretor John Cassavetes, que foi pioneiro com seu filme indicado ao Oscar de 1968, Faces. As técnicas do cinéma vérité também podem ser vistas em filmes de ficção como The Blair Witch Project e O Resgate do Soldado Ryan.
O cinéma vérité também foi adaptado para uso em programas de TV roteirizados, como Homicide: Life on the Street, NYPD Blue, ambas as versões britânica e americana de The Office, Parks & Recreation e Modern Family. Séries documentais são menos comuns, mas COPS é um famoso exemplo não-ficcional.

Também se tornou um tema fértil para paródias e sátiras, como o falso documentário This Is Spinal Tap e a série de TV indicada ao Emmy Documentary Now! (esta última homenageando o estilo de clássicos do CV como Grey Gardens, Salesman e The War Room).